# Taking the Long Way
Taking the Long Way è il settimo album discografico in studio del gruppo musicale country statunitense Dixie Chicks, pubblicato nel maggio 2006.
Il disco, nell'ambito dei Grammy Awards 2007, si è aggiudicato ben cinque premi, inclusi quelli come "album dell'anno", "registrazione dell'anno" (Not Ready to Make Nice) e "canzone dell'anno" (Not Ready to Make Nice).
Il disco ha venduto oltre 2 milioni e mezzo di copie negli Stati Uniti e ha raggiunto la prima posizione della Billboard 200.

## Tracce
1. The Long Way Around – 4:33
2. Easy Silence – 4:02
3. Not Ready to Make Nice – 3:58
4. Everybody Knows – 4:18
5. Bitter End – 4:38
6. Lullaby – 5:51
7. Lubbock or Leave It – 3:54
8. Silent House – 5:23
9. Favorite Year – 4:29
10. Voice Inside My Head – 5:52
11. I Like It – 4:34
12. Baby Hold On – 5:04
13. So Hard – 4:29
14. I Hope – 5:25